# IV. třída okresu Brno-město 2003/2004
V soubojích fotbalové IV. třídy okresu Brno-město 2003/2004, jedné ze skupin 10. nejvyšší fotbalové soutěže, se utkalo 6 týmů čtyřkolovým systémem podzim – jaro. Tento ročník skončil v červnu 2004. Postup do III. třídy okresu Brno-město 2004/2005 si zajistily první dva týmy Sokol Obřany a SK Tuřany „B“. Nikdo nesestoupil, jedná se o nejnižší soutěž. 

## Výsledná tabulka
| Poř. | Tým                                | Z  | V  | R | P  | VG | OG | B  |
| ---- | ---------------------------------- | -- | -- | - | -- | -- | -- | -- |
| 1.   | Sokol Obřany                       | 20 | 16 | 3 | 1  | 81 | 24 | 51 |
| 2.   | SK Tuřany „B“                      | 20 | 7  | 7 | 6  | 34 | 23 | 28 |
| 3.   | AC Lelekovice                      | 20 | 7  | 4 | 9  | 42 | 45 | 25 |
| 4.   | Sokol Obřany „B“                   | 20 | 6  | 6 | 8  | 37 | 61 | 24 |
| 5.   | SK Jundrov „B“                     | 20 | 7  | 2 | 11 | 41 | 55 | 23 |
| 6.   | Lokomotiva Brno-Horní Heršpice „B“ | 20 | 4  | 4 | 12 | 35 | 62 | 16 |

Poznámky:
- Z = Odehrané zápasy; V = Vítězství; R = Remízy; P = Prohry; VG = Vstřelené góly; OG = Obdržené góly; B = Body; (S) = Mužstvo sestoupivší z vyšší soutěže; (N) = Mužstvo postoupivší z nižší soutěže (nováček)

|  | Postup do III. třídy okresu Brno-město 2004/2005 |